# دکیتر ۳۴۳۵۱
سیارک ۳۴۳۵۱ (به انگلیسی: 34351 Decatur، نامگذاری:2000RZ8) سی و چهار هزار و سیصد و پنجاه و یکمین سیارک کشف شده‌است که در ۳ سپتامبر ۲۰۰۰ کشف شد.